# Manning (Carolina del Sur)
Manning es una ciudad situada en el estado de Carolina del Sur, en Estados Unidos. Es la sede del condado de Clarendon. En el año 2000 tenía 4.025 habitantes en una superficie de 6.2 km², con una densidad poblacional de 644.8 personas por km². La población estimada en 2008 era 3.943. Fue llamada así en honor al gobernador de Carolina del Sur John Laurence Manning.

## Geografía
Manning se encuentra ubicada en las coordenadas 33°41′38.39″N 80°12′55.47″O / 33.6939972, -80.2154083. Según la Oficina del Censo, la localidad tiene un área total de 6.2 km² (2.4 sq mi), de la cual toda es tierra.

## Demografía
Según la Oficina del Censo en 2000, los ingresos medios por hogar en la localidad eran de $22.483, y los ingresos medios por familia eran $26.269. Los hombres tenían unos ingresos medios de $26.135 frente a los $19.086 para las mujeres. La renta per cápita para la localidad era de $11.502. Alrededor del 23.8 de las familias y del 30.1 de la población estaban por debajo del umbral de pobreza.

## Educación
En Manning se encuentran dos centros de educación secundaria, la Manning High School y la Laurence Manning Academy.